# Damián Alcázar
Jorge Damián Alcázar Castello (Jiquilpan, 8 gennaio 1953) è un attore messicano, detentore del record di vittorie al Premio Ariel.

## Biografia
Frequenta l'Instituto Nacional de Bellas Artes y Literatura di Città del Messico per poi laurearsi all'Universidad Veracruzana di Xalapa, dove in seguito insegnerà. 
Attivo nel teatro, debutta in un lungometraggio nel 1987. Molto attivo a livello cinematografico e teatrale ha interpretato oltre cento pellicole. 
Attivista politico, viene eletto nel 2016 nelle file del Movimento Rigenerazione Nazionale come deputato all'Assemblea Costituente di Città del Messico.

## Filmografia parziale

### Cinema
- Pasa en las mejores familias, regia di Julián Pastor (1987)
- Romero, regia di John Duigan (1989)
- La leyenda de una máscara, regia di José Buil (1991)
- La mujer del puerto, regia di Arturo Ripstein (1991)
- Lolo, regia di Francisco Athié (1993)
- Dos crímenes, regia di Roberto Sneider (1995)
- El anzuelo, regia di Ernesto Rimoch (1996)
- Angeli armati (Men with Guns), regia di John Sayles (1997)
- Bajo California: El límite del tiempo, regia di Carlos Bolado (1998)
- La ley de Herodes, regia di Luis Estrada (1999)
- Pachito Rex - Me voy pero no del todo, regia di Fabián Hofman (2001)
- La habitación azul, regia di Walter Doehner (2002)
- Il crimine di padre Amaro (El crimen del padre Amaro), regia di Carlos Carrera (2002)
- Crónicas, regia di Sebastián Cordero (2004)
- Las vueltas del citrillo, regia di Felipe Cazals (2006)
- Un mundo maravilloso, regia di Luis Estrada (2006)
- Le cronache di Narnia - Il principe Caspian (The Chronicles of Narnia: Prince Caspian), regia di Andrew Adamson (2008)
- Del amor y otros demonios, regia di Hilda Hidalgo (2009)
- El infierno, regia di Luis Estrada (2010)
- Eddie Reynolds y Los Ángeles de Acero, regia di Gustavo Moheno (2014)
- Magallanes, regia di Salvador del Solar (2015)
- La delgada línea amarilla, regia di Celso R. García (2015)
- Miss Bala - Sola contro tutti (Miss Bala), regia di Catherine Hardwicke (2019)
- Blue Beetle, regia di Angel Manuel Soto (2023)

### Televisione
- Capadocia (2008-2012)
- Narcos (2015-2017)
- Tijuana (2019)

## Riconoscimenti
- Premio Ariel
  - 1994 – Miglior attore non protagonista per Lolo
  - 1995 – Candidatura a miglior attore per Dos crímenes[1]
  - 1996 – Miglior attore non protagonista per El anzuelo
  - 1999 – miglior attore per Bajo California: El límite del tiempo[1]
  - 2000 - miglior attore per La ley de Herodes[1]
  - 2003 - Miglior attore non protagonista per Il crimine di padre Amaro (El crimen del padre Amaro)
  - 2006 – miglior attore per Las vueltas del citrillo[1]
  - 2007 - miglior attore per Crónicas[1]
  - 2011 - miglior attore per El infierno[1]
- Semana Internacional de Cine de Valladolid
  - 2000 - Miglior attore per La ley de Herodes

## Doppiatori italiani
Nelle versioni in italiano delle opere in cui ha recitato, Damián Alcázar è stato doppiato da:
- Ennio Coltorti ne Il crimine di padre Amaro
- Luca Biagini ne Le cronache di Narnia - Il principe Caspian
- Roberto Fidecaro in Miss Bala - Sola contro tutti
- Eugenio Marinelli in Blue Beetle